# لوران لوروا
لوران لوروا (بالفرنسية: Laurent Leroy)‏ (16 أبريل 1976 فرنسا - ) هو لاعب كرة قدم فرنسي، يلعب كمهاجم، لعب 121 مباراة وسجل 13 هدف.

## مسيرته

### مسيرته مع الأندية
- 1996 - 2005 لعب مع نادي كان 41 مباراة سجل خلالها هدف.
- 1998 - 2003 لعب مع باريس سان جيرمان 67 مباراة سجل خلالها 12 هدف.
- 1999 - 1999 لعب مع نادي سيرفيت مباراتين.
- 2001 - 2002 لعب مع نادي تروا 9 مباريات.
- 2005 - 2005 لعب مع جيروندان بوردو مباراتين.

## روابط خارجية
- لوران لوروا على موقع رابطة كرة القدم الفرنسية للمحترفين (الإنجليزية)
- لوران لوروا على موقع قاعدة بيانات كرة القدم.إي يو (الإنجليزية)
- لوران لوروا على موقع ليكيب (الفرنسية)
- لوران لوروا على موقع عالم كرة القدم.نت (الإنجليزية)